# Lasioglossum umbripenne
Lasioglossum umbripenne är en biart som först beskrevs av Ellis 1913.  Lasioglossum umbripenne ingår i släktet smalbin, och familjen vägbin. Inga underarter finns listade i Catalogue of Life.